# Veronica sapiehae
Veronica sapiehae är en grobladsväxtart som först beskrevs av Blocki och Josef Holub, och fick sitt nu gällande namn av Albach. Veronica sapiehae ingår i släktet veronikor, och familjen grobladsväxter. Inga underarter finns listade i Catalogue of Life.